# Epicepon indicum
Epicepon indicum är en kräftdjursart som beskrevs av Hugo Frederik Nierstrasz och Brender a Brandis 1931. Epicepon indicum ingår i släktet Epicepon och familjen Bopyridae. Inga underarter finns listade i Catalogue of Life.